# Suenoite
La suenoite (simbolo IMA: Sue) è un minerale molto raro del supergruppo dell'anfibolo, all'interno del quale viene collocato nel "gruppo degli anfiboli con W(OH,F,Cl)-dominante" e da lì al sottogruppo degli anfiboli di magnesio-ferro-manganese dove occupa un posto nel "gruppo contenente la radice suenoite nel nome"; essendo un anfibolo, appartiene agli inosilicati e pertanto alla famiglia minerale dei "silicati", e possiede composizione chimica ☐Mn2Mg5Si8O22(OH)2.

## Etimologia e storia
La suenoite è stata chiamata in questo modo in onore di Shigeho Sueno (1937- 2001), professore di mineralogia all'Università di Tsukuba e membro della Mineralogical Society of America.
Il campione tipo è conservato presso le collezioni mineraolgiche del Museo di Storia Naturale dell'Università di Pisa con il numero di catalogo 19891.

## Classificazione
Essendo stata approvata dall'Associazione Mineralogica Internazionale (IMA) nel 2019 con il numero IMA2019-075, la suenoite non viene elencata nella classica nona edizione della sistematica dei minerali di Strunz, aggiornata dall'IMA fino al 2009.
La suenoite è presente nell'edizione successiva, proseguita dal database "mindat.org" e chiamata Classificazione Strunz-mindat, dove il minerale è elencato nella classe "9. Silicati (germanati)" e da lì nella sottoclasse "9.D Inosilicati"; questa viene ulteriormente suddivisa in base alla struttura cristallina del minerale, in modo tale da trovare la suenoite nella sezione "9.DD Inosilicati con catene doppie di periodo 2, Si4O11; ortoanfiboli" dove forma il sistema nº 9.DD.05.

## Abito cristallino
La suenoite cristallizza nel sistema ortorombico nel gruppo spaziale Pnma (gruppo nº 62) con i parametri reticolari a = 18,751(1) Å, b = 18,140(1) Å e c = 5,3173(3) Å.

## Origine e giacitura
La suenoite è molto rara ed è stata trovata solo nella sua località tipo, la miniera di "Scortico-Ravazzone" (44.1267°N 10.1198°E) vicino a Fivizzano (Toscana, Italia) e a Chvaletice nel distretto di Pardubice (Repubblica Ceca).